# Persone di nome Petra
| Questa pagina contiene informazioni ricavate automaticamente dalle voci biografiche con l'ausilio del template Bio e di un bot. L'aggiornamento è periodico e automatico e ricostruisce completamente la pagina. Se manca una persona in questa lista, sei pregato di non aggiungerla, ma accertati piuttosto che la sua voce biografica contenga il template Bio e che i dati anagrafici siano correttamente compilati. Se il template Bio manca, inseriscilo tu stesso o, in alternativa, metti l'avviso {{tmp\|Bio}} che ne segnala la mancanza. Se i dati riportati sono sbagliati, correggi direttamente la voce biografica; le modifiche saranno visibili in questa lista entro pochi giorni. Per chiarimenti vedi il progetto antroponimi. La lista contiene solo le 106 persone che sono citate nell'enciclopedia e per le quali è stato implementato correttamente il template Bio. Pagina aggiornata al 22 lug 2025. |

Questa è una lista di persone presenti nell'enciclopedia che hanno il nome Petra, suddivise per attività principale.

## Atlete(1)
- Petra Luterán, atleta e atleta paralimpica ungherese (n. 1997)

## Attrici(8)
- Petra Faksova, attrice e modella ceca (Praga, n. 1975)
- Petra Magoni, attrice e cantante italiana (Pisa, n. 1972)
- Petra Martínez, attrice spagnola (Linares, n. 1944)
- Petra Morzé, attrice austriaca (Klagenfurt, n. 1964)
- Sophie Reimers, attrice norvegese (Bergen, n. 1853 - Oslo, † 1932)
- Petra Scharbach, attrice, modella e artista tedesca (Francoforte sul Meno, n. 1962)
- Petra Schmidt-Schaller, attrice tedesca (Magdeburgo, n. 1980)
- Petra Siniawski, attrice, cantante e ballerina britannica (n. 1948)

## Biatlete(1)
- Petra Behle, ex biatleta tedesca (Offenbach am Main, n. 1969)

## Calciatrici(3)
- Petra Bertholdová, calciatrice ceca (Chomutov, n. 1984)
- Petra Divišová, ex calciatrice e ex giocatrice di calcio a 5 ceca (Strakonice, n. 1984)
- Petra Wimbersky, ex calciatrice tedesca (Monaco di Baviera, n. 1982)

## Canoiste(1)
- Petra Grabowski, ex canoista tedesca (Brandeburgo sulla Havel, n. 1952)

## Canottiere(1)
- Petra Boesler, ex canottiera tedesca (Berlino, n. 1955)

## Cantanti(3)
- Petra Frey, cantante austriaca (Wattens, n. 1978)
- Petra Gargano, cantante finlandese (Helsinki, n. 1985)
- Pe Werner, cantante tedesca (Heidelberg, n. 1960)

## Cantautrici(1)
- Petra Marklund, cantautrice svedese (Stoccolma, n. 1984)

## Cestiste(9)
- Petra van der Burg, ex cestista olandese (IJmuiden, n. 1950)
- Petra Gläser, ex cestista tedesca (Chemnitz, n. 1981)
- Petra Kremer, ex cestista tedesca (Wuppertal, n. 1966)
- Petra Kulichová, ex cestista ceca (Pardubice, n. 1984)
- Petra Maňáková, ex cestista ceca (Brandýs nad Labem, n. 1982)
- Petra Pusztai, cestista ungherese (Budapest, n. 1999)
- Petra Štampalija, ex cestista croata (Sebenico, n. 1980)
- Petra Újhelyi, ex cestista ungherese (Nagykörös, n. 1980)
- Petra Záplatová, cestista ceca (Trutnov, n. 1991)

## Cicliste su strada(2)
- Petra Rossner, ex ciclista su strada e pistard tedesca (Lipsia, n. 1966)
- Petra Ševčíková, ciclista su strada e pistard ceca (Plzeň, n. 2000)

## Conduttrici radiofoniche(1)
- Petra Loreggian, conduttrice radiofonica e conduttrice televisiva italiana (Milano, n. 1972)

## Conduttrici televisive(1)
- Petra Mede, conduttrice televisiva, comica e danzatrice svedese (Stoccolma, n. 1970)

## Danzatrici(1)
- Petra Conti, danzatrice italiana (Anagni, n. 1988)

## Fondiste(3)
- Petra Hynčicová, fondista ceca (Liberec, n. 1994)
- Petra Majdič, ex fondista slovena (Lubiana, n. 1979)
- Petra Nováková, fondista ceca (Karlovy Vary, n. 1993)

## Giavellottiste(1)
- Petra Felke, ex giavellottista tedesca (Saalfeld/Saale, n. 1959)

## Ginecologhe(1)
- Petra De Sutter, ginecologa e politica belga (Oudenaarde, n. 1963)

## Giornaliste(1)
- Petra Reski, giornalista e scrittrice tedesca (Kamen, n. 1958)

## Islamiste(1)
- Petra Bleisch Bouzar, islamista svizzera (Thal, n. 1972)

## Lottatrici(1)
- Petra Olli, lottatrice finlandese (Lappajärvi, n. 1994)

## Lunghiste(1)
- Petra Farkas, lunghista ungherese (n. 1999)

## Modelle(3)
- Petra Hultgren, modella e attrice svedese (Värmdö, n. 1972)
- Petra Němcová, modella, conduttrice televisiva e filantropa ceca (Karviná, n. 1979)
- Petra Schürmann, modella e attrice tedesca (Mönchengladbach, n. 1933 - Starnberg, † 2010)

## Nuotatrici(10)
- Petra Chocová, nuotatrice ceca (Česká Lípa, n. 1986)
- Petra Dallmann, ex nuotatrice tedesca (Friburgo in Brisgovia, n. 1978)
- Petra Granlund, ex nuotatrice svedese (Stenungsund, n. 1987)
- Petra Nows, ex nuotatrice tedesca occidentale (Duisburg, n. 1953)
- Petra Priemer, ex nuotatrice tedesca orientale (Lipsia, n. 1961)
- Petra Riedel, ex nuotatrice tedesca orientale (Magdeburgo, n. 1964)
- Petra Schneider, ex nuotatrice tedesca (Karl-Marx-Stadt, n. 1963)
- Petra Senánszky, nuotatrice ungherese (Budapest, n. 1994)
- Petra Thümer, ex nuotatrice tedesca orientale (Karl-Marx-Stadt, n. 1961)
- Petra Zindler, ex nuotatrice tedesca occidentale (Colonia, n. 1966)

## Pattinatrici artistiche su ghiaccio(1)
- Petra Burka, ex pattinatrice artistica su ghiaccio canadese (Amsterdam, n. 1946)

## Pattinatrici di short track(1)
- Petra Jászapáti, pattinatrice di short track ungherese (Seghedino, n. 1998)

## Pesiste(1)
- Petra Lammert, ex pesista e bobbista tedesca (Freudenstadt, n. 1984)

## Politiche(5)
- Petra Kammerevert, politica tedesca (Duisburg, n. 1966)
- Petra Kelly, politica e attivista tedesca (Günzburg, n. 1947 - Bonn, † 1992)
- Petra Miescher, politica liechtensteinese (Altstätten, n. 1971)
- Petra Pau, politica e insegnante tedesca (Berlino Est, n. 1963)
- Petra Roth, politica tedesca (Brema, n. 1944)

## Religiose(1)
- Petra Pérez Florido, religiosa spagnola (Valle de Abdalajís, n. 1845 - Barcellona, † 1906)

## Sciatrici(1)
- Petra Merkert, ex sciatrice tedesca

## Sciatrici alpine(15)
- Petra Bernet, ex sciatrice alpina svizzera (n. 1966)
- Petra Haltmayr, ex sciatrice alpina tedesca (Kempten, n. 1975)
- Petra Knor, ex sciatrice alpina austriaca (n. 1980)
- Petra Kritzinger, ex sciatrice alpina italiana (n. 1977)
- Petra Kronberger, ex sciatrice alpina austriaca (Sankt Johann im Pongau, n. 1969)
- Petra Mitterstieler, ex sciatrice alpina italiana (n. 1979)
- Petra Olamo, ex sciatrice alpina finlandese (n. 1974)
- Petra Plajbes, ex sciatrice alpina slovena (n. 1971)
- Petra Robnik, ex sciatrice alpina slovena (Jesenice, n. 1984)
- Petra Smaržová, sciatrice alpina slovacca (Valašské Meziříčí, n. 1990)
- Petra Strassegger, ex sciatrice alpina austriaca (n. 1982)
- Petra Unterholzner, sciatrice alpina italiana (n. 1999)
- Petra Vlhová, sciatrice alpina slovacca (Liptovský Mikuláš, n. 1995)
- Petra Wenzel, ex sciatrice alpina liechtensteinese (Grabs, n. 1961)
- Petra Zakouřilová, ex sciatrice alpina ceca (Liberec, n. 1978)

## Scrittrici(2)
- Petra Hammesfahr, scrittrice tedesca (Titz, n. 1951)
- Petra Morsbach, scrittrice tedesca (Zurigo, n. 1956)

## Soprani(1)
- Petra Lang, soprano tedesco (Francoforte sul Meno, n. 1962)

## Taekwondoka(1)
- Petra Matijašević, taekwondoka croata (n. 1988)

## Tenniste(14)
- Petra Cetkovská, ex tennista ceca (Prostějov, n. 1985)
- Petra Huber, ex tennista austriaca (n. 1966)
- Petra Hule, tennista australiana (Adelaide, n. 1999)
- Petra Kamstra, ex tennista olandese (Rotterdam, n. 1974)
- Petra Keppeler, ex tennista tedesca (Augusta, n. 1965)
- Petra Kvitová, tennista ceca (Bílovec, n. 1990)
- Petra Langrová, ex tennista cecoslovacca (Prostějov, n. 1970)
- Petra Mandula, ex tennista ungherese (Budapest, n. 1978)
- Petra Martić, tennista croata (Spalato, n. 1991)
- Petra Marčinko, tennista croata (Zagabria, n. 2005)
- Petra Rampre, ex tennista slovena (Lubiana, n. 1980)
- Petra Ritter, ex tennista austriaca (Vienna, n. 1972)
- Petra Thorén, ex tennista finlandese (n. 1969)
- Petra Uberalová, tennista slovacca (Bratislava, n. 1995)

## Terroriste(1)
- Petra Schelm, terrorista tedesca (Amburgo, n. 1950 - Amburgo, † 1971)

## Tiratrici a segno(2)
- Petra Horneber, tiratrice a segno tedesca (Floß, n. 1965)
- Petra Zublasing, tiratrice a segno italiana (Bolzano, n. 1989)

## Velociste(3)
- Petra Kandarr, velocista tedesca (Halle, n. 1950 - Karlsruhe, † 2017)
- Petra Nardelli, velocista italiana (Nova Ponente, n. 1996)
- Petra Schersing, ex velocista tedesca (Quedlinburg, n. 1965)

## Violiniste(1)
- Petra Haden, violinista e cantante statunitense (New York, n. 1971)

## Senza attività specificata(1)
- Petra Moroder, ex sciatrice freestyle italiana (Bolzano, n. 1968)